# Latin Lover
Víctor Manuel Reséndez Ruiz (Monterrey, Nuevo León; 25 de octubre de 1967), más conocido como Latin Lover, es un luchador profesional, actor, bailarín mexicano.
Reséndez es conocido por la lucha libre mexicana en la promoción de la Asistencia Asesoría y Administración (AAA), y también ha trabajado para World Wrestling Federation (WWF). Actualmente trabaja para las triple AAA. Reséndez y su pareja Mariana Vallejo ganaron el primer Bailando por un sueño mexicano en 2005. En 2018 hace su debut en el cine con la exitosa y premiada cinta Roma, de Alfonso Cuarón.

## Carrera

### Como luchador (1992-2005)
Víctor Reséndez Nuncio
hizo su debut profesional en 1992 en la Arena Solidaridad en su ciudad natal ―Monterrey (Nuevo León)― se enfrenta el equipo de Comando Ruso, Hijo del Solitario y Butcher (de Canadá). Reséndez debutó bajo el nombre de "Latin Lover", un nombre que ha usado desde entonces.
Originalmente se llamaba Latin Lover Enmascarado, pero perdió el partido en una lucha de apostadores contra el equipo de Sangre Chicana y Sanguinario el 1 de agosto de 1992. Después de la pérdida de la máscara de Latin Lover trabajó brevemente para el Consejo Mundial de Lucha Libre (CMLL) y en varios shows en el circuito independiente mexicano. En 1994 firmó un contrato para unirse a Asistencia Asesoría y Administración (AAA) y se convirtió pronto un luchador aparece en la parte central de la tarjeta. Latin Lover fue rápidamente se asoció con otro joven y carismático luchador por el nombre de Heavy Metal y juntos ganaron la Federación Mexicana de Tag Team Championship de Los Destructores (Tony Arce y el Volcán) el 9 de septiembre de 1994. El equipo celebró el título durante 82 días antes de perderlo contra Fuerza Guerrera y Juventud Guerrera el 2 de diciembre de 1994.
Después de no poder recuperar los títulos, Latin Lover empezó a hacer equipo con Panterita del Ring, derrotando a Los Guerreras por el título por equipos el 1 de junio de 1995. Amante y Panterita defendieron exitosamente el título contra Los Guerreras y Blue Panther y Heavy Metal antes de perder los títulos nuevamente con Los Guerreras el 18 de septiembre de 1995.
El 9 de septiembre de 1996, Latin Lover ganó el Nacional Mexicano Campeonato Peso Ligero al derrotar a Pimpinela Escarlata.
El 19 de enero de 1997, Latin Lover participó en el famoso evento de la empresa estadounidense WWF (ahora WWE) Royal Rumble 1997, entrando en el #17 y durando tan solo 2 minutos en la competencia.
El 15 de febrero de 1997, Latin Lover derrotó a Pierrot Jr. para convertirse en un doble campeón ya que ganó la AAA Campeón de Campeones del Campeonato. El 21 de febrero de 1997, Latin Lover derrotó a Máscara Sagrada Jr., Jerry Estrada y el asesino para ganarse un lugar en la final del torneo de Rey de Reyes 1997. Lover iba a derrotar Heavy Metal, y Héctor Garza, Octagón para ganar el torneo y convertirse en el Rey de Reyes 1997 (Español para "King of Kings"),
El 12 de mayo de 1997, Cibernético lo derrotó para ganar el título de Campeón de Campeones. Tres días después, Latin Lover también perdió el Campeonato Peso Ligero de México después de 252 días con el título ante The Panther, un luchador de Reynosa. A finales de 1999 Latin Lover iba a ganar tanto la Federación Mexicana de Heavyweight Championship y recuperar la Federación Mexicana de Campeonato Peso Ligero, convirtiéndose en un doble campeón una vez más. Él solo tenía el título de peso semipesado de 105 días antes de perder con Sangre Chicana el 1 de febrero de 2000.
En 2000 y 2001, debido a las lesiones en las rodillas, Latin Lover disminuyó sus apariciones. El 5 de mayo de 2002 ―929 días después de ganar el título― Latin Lover finalmente perdió la Federación Mexicana de Heavyweight Championship ante Héctor Garza.
El 21 de marzo de 2003 luchó contra Jeff Jarrett (campeón de NWA World Heavyweight) en la Ciudad de México, pero perdió. El partido surgió como resultado de una relación de trabajo entre la AAA y la Total Nonstop Action Wrestling (TNA) y Latin Lover fue elegido para representar a la AAA en la tarjeta.

### Como bailarín en un reality show (2005-2008)
La competencia Bailando por un sueño fue una iniciativa de Televisa imitando algunos shows previos de Europa y Estados Unidos en los que un "famoso" bailaba con un "soñador" y el ganador de la competencia se llevaba dinero suficiente como para cumplir el sueño del "soñador". En 2005 Reséndez, oficialmente anunciado como Latin Lover en el programa de baile conducido por Adal Ramones, compitió junto a otros artistas mexicanos entre cantantes y actores. Aún sin haber tenido ninguna experiencia previa y tras severas críticas por parte del jurado hacia Latin Lover, su desempeño mejoró durante cada show semanal ganando finalmente el torneo de Bailando por un sueño, junto a su soñadora y pareja de baile Mariana Vallejo. Su desarrollo en el show fue admirado por los jueces y por el público mexicano. Debido a ello luego de esta victoria Latin Lover se convirtió en un rostro más conocido en México e impulsó su rol de conductor junto a la actriz Maribel Guardia y Juan José Ulloa con quienes conducía un programa que se transmitió durante los sábados por el Canal de las Estrellas. El programa se llamó "Muévete" y a pesar de que el contenido del programa no era novedoso el carisma de sus conductores logró que fuera todo un éxito. También Reséndez apareció en la telenovela Titulada "Velo de novia" y en el teatro y Televisión como parte del ("Solo para mujeres") de baile. Durante una fase de ejecución Reséndez realiza una inmersión fuera del escenario y se lesionó la rodilla, desgarrarse el ligamento anterior cruzado de la rodilla. El 26 de enero de 2006, Reséndez anunció que tuvo que retirarse de la lucha libre debido a esta lesión y que estaba programada para el que sería su operación de rodilla ocho desde su debut en 1992.

### Regreso a la lucha libre profesional (2008-presente)
A finales de 2008 regresó Latin Lover a la lucha libre, en un principio bromas que se uniría al grupo con sede CMLL Los Perros del Mal, pero al final regresó a AAA. Al Rey de Reyes (2009) torneo el 15 de marzo del 2009 derrotó a Abismo Negro (†), y Dark Ozz a clasificarse para la final. En la final fue el luchador por última eliminada por el Rey de Reyes 2009 en contra de Electroshock. Tras el torneo Rey de Reyes Latin Lover empezó a hacer equipo con Marco Corleone, un luchador con una similar "Ladies Man" carácter. El equipo desafiado AAA World Tag Team Champions La Hermandad Extrema; Nicho El Milinario y Joe Líder) en uno de los eventos destacados en Triplemania XVII, solo para perder debido a la falta de comunicación entre Latin Lover y Corleone. El 18 de marzo de 2010, AAA anunció en una conferencia de prensa que ya no se reserva Latin Lover, debido a cuestiones monetarias y no le muestra el 2010-Rey de Reyes de eventos donde estaba programado para ser parte del evento principal. El 11 de abril, Los Perros del Mal anunció que Latin Lover se unirá a la promoción y debutó el mes siguiente. El 4 de junio de 2010, Latin Lover regresó a Consejo Mundial de Lucha Libre, pero curiosamente, le dio un abrazo a Héctor Garza, pero Héctor lo golpeó y sacaron a Latin Lover de las instalaciones de la Arena México.

## Las acciones legales contra la AAA
A principios de abril de 2010, varios exluchadores de AAA, entre ellos Alebrije e Histeria demandaron a AAA sobre las cuestiones de nombre y de propiedad carácter de timbre, así como el despido injusto por AAA. La afirmación de que ellos dos han luchado durante 13 años para crear los personajes y por lo tanto poseen. Las partes se reunieron en la Ciudad de México Junta de conciliación y arbitraje para ver si una solución se puede llegar o si el asunto será llevado ante los tribunales. Las partes se reunieron para celebrar una reunión segundo arbitraje a finales de abril de 2010. Esta vez se unió al grupo demandante por Latin Lover que, como Alebrije, Histeria y los demás, alegó que se le debe permitir usar el nombre en el ring en el circuito independiente, ya que ha trabajado como Latin Lover durante 18 años y por lo tanto se debe permitir que continuar usándolo. Después de la reunión se afirmó que todas las partes implicadas están cooperando en el asunto.

## Campeonatos y logros
- Lucha libre mexicana AAA
  - Campeonato de Campeón de Campeones de la AAA (1 vez)
  - Campeonato Nacional de Peso Completo (1 vez)
  - Campeonato Nacional en Parejas (2 veces) - con Heavy Metal (1) y Panterita del Ring (1).
  - Campeonato Nacional de Peso Semicompleto (1 vez)
  - Rey de Reyes (1997)
  - Copa Triplemanía (Primer ganador)

## Filmografía

### Televisión
- 2003: Velo de novia - Latin
- 2005: Bailando por un sueño
- 2006-2010: Muévete
- 2007: Primer Campeonato Mundial de Baile
- 2008: Qué madre tan padre - Técnico
- 2010: Segundo Campeonato Mundial de Baile - Jurado
- 2012: Por ella soy Eva - Maximiliano Montes
- 2012-2013: Que bonito amor - Jairo, "El Aventurero"
- 2013-2014: La tempestad - Oso
- 2015: Como dice el dicho - Fabián
- 2017: Mi marido tiene familia - Enzo
- 2017: Hoy voy a cambiar - Comandante
- 2018: Tenías que ser tú - Willy
- 2018: Bailadisimo - Conductor y Juez
- 2018: Premios Fama - Conductor
- 2018: Mi marido tiene más familia - Enzo
- 2019: Médicos, línea de vida - Tirano
- 2020-2021: Falsa Identidad - Miguel "El mister"
- 2021: Búnker - Ronald
- 2021-presente: Las estrellas bailan en Hoy - Jurado[3]
- 2023: Bola de locos - Invitado[4]

### Cine
- 2018: Roma - Profesor Zovek